# Клод Геан
Клод Геан (фр. Claude Guéant) — французький політичний і державний діяч, міністр внутрішніх справ, заморських територій, місцевого самоврядування та імміграції (2011—2012 роки).

## Біографія
У 1971 році закінчив Національну школу адміністрації.
У 1971 став генеральним секретарем префектури департаменту Фіністер.
З 1974 по 1977 працював на адміністративній посаді в Гваделупі, наступні три роки був радником міністра внутрішніх справ Франції Крістіана Бонне. 1981 року на посаді генерального секретаря з регіональних питань працював у регіоні Центр — Долина Луари, 1985 року став генеральним секретарем префектури департаменту Еро, з 1986 року — на тій же посаді в О-де-Сен, а з 1991 — у Верхніх Альпах.
1993 року призначений заступником директора апарату міністра внутрішніх справ Шарля Паскуа.
1994 року — генеральний директор національної поліції.
2000 року призначений префектом регіону Бретань.
2002 року стає директором адміністрації Ніколя Саркозі в міністерствах внутрішніх справ та економіки.
16 травня 2007 року призначений генеральним секретарем адміністрації президента Ніколя Саркозі (раніше він очолював його успішну президентську кампанію).
27 лютого 2011 року отримав портфель міністра внутрішніх справ, місцевого самоврядування та імміграції у третьому уряді Франсуа Фійона.
У 2012 році пішов на парламентські вибори в 9-му окрузі департаменту О-де-Сен як кандидат Союзу за народний рух і програв у другому турі з результатом 38,41 % безпартійного правого Тьєрі Солеру, якого підтримали 39,35 % виборців (22,24 % отримала тоді соціалістка Мартін Евен).

### Юридичне переслідування
У листопаді 2015 року був засуджений до двох років ув'язнення умовно, до п'ятирічної заборони на зайняття державних посад та 75 тис. євро штрафу у справі про незаконні преміальні, які щомісяця отримували співробітники апарату міністра внутрішніх справ Ніколя Саркозі. 23 січня 2017 року апеляційний суд засудив Геана до ув'язнення на два роки (з них рік — умовно) та підтвердив вирок суду першої інстанції в решті його частини.
16 січня 2019 року касаційний суд виніс остаточне рішення у справі про виплату преміальних готівкою у Міністерстві внутрішніх справ Франції: Геана визнано винним і засуджено до двох років тюремного ув'язнення, з них один рік — умовно.

## Нагороди
- Орден князя Ярослава Мудрого II ступеня (Україна, 2010)[10]
- Командор ордена «За заслуги» (2000; офіцер — 17 липня 1995, кавалер — 15 листопада 1986)[11][12]
- Кавалер ордена Почесного легіону (позбавлений у зв'язку з судовим вироком)[13]
- Орден «Мадарский всадник» (Болгарія, 2007)[14]